# Науково-дослідний інститут Лесі Українки
Науко́во-до́слідний інститу́т Ле́сі Украї́нки — перша в Україні науково-дослідна організація, створена для ґрунтовного вивчення життя та творчості Лесі Українки.
Відкрито 15 вересня 2006 у Волинському державному університеті імені Лесі Українки. Новий заклад є спільним науковим проєктом університету та Інституту літератури імені Тараса Шевченка Національної академії наук України.
Інститут розмістили в лабораторному корпусі Волинського університету, де впродовж десятиліття діють Центр вивчення творчості Лесі Українки та Лабораторія лесезнавства.
Головними напрямами роботи інституту передбачено підготовку та видання:
- повного академічного зібрання творів письменниці (в 16 томах),
- «Словника мови творів Лесі Українки»,
- «Енциклопедії Лесі Українки».

Водночас вчені працюватимуть над науковою біографією мисткині, бібліографією, монографічними дослідженнями, розвідками.
Директор інституту (з часу його створення) — Лукаш Скупейко. Нині директором інституту є Жулинський Микола Григорович.